# Condado de Ida
El condado de Ida (en inglés: Ida County, Iowa), fundado en 1851, es uno de los 99 condados del estado estadounidense de Iowa. En el año 2000 tenía una población de 7837 habitantes con una densidad poblacional de 7 personas por km². La sede del condado es Ida Grove.

## Geografía
Según la Oficina del Censo, el condado tiene un área total de 1119 km² (432 mi²), de la cual 1118 km² (431,7 mi²) es tierra y 1 km² (0,4 mi²) es agua.

### Condados adyacentes
- Condado de Cherokee (norte)
- Condado de Sac (este)
- Condado de Crawford (sur)
- Condado de Woodbury (oeste)

## Demografía
En el 2000 la renta per cápita promedia del condado era de $34 805, y el ingreso promedio para una familia era de $43 179. El ingreso per cápita para el condado era de $18 675. En 2000 los hombres tenían un ingreso per cápita de $29 002 contra $19 417 para las mujeres. Alrededor del 8.80% de la población estaba bajo el umbral de pobreza nacional.
| 1900   | 1910   | 1920   | 1930   | 1940   | 1950   | 1960   | 1970 | 1980 | 1990 | 2000 |
| ------ | ------ | ------ | ------ | ------ | ------ | ------ | ---- | ---- | ---- | ---- |
| 12 327 | 11 296 | 11 689 | 11 933 | 11 047 | 10 697 | 10 269 | 9190 | 9908 | 8365 | 7837 |

## Lugares

### Ciudades y pueblos
- Arthur
- Battle Creek
- Galva
- Holstein
- Ida Grove

### Principales carreteras
- U.S. Highway 20
- U.S. Highway 59
- Carretera de Iowa 31
- Carretera de Iowa 175